# واي جي
واي جي (بالإنجليزية: YG) وإسمه الحقيقي كينون دايكوان راي جاكسون (بالإنجليزية: Keenon Daequan Ray Jackson) هو مغني راب وممثل أمريكي ولد في يوم 9 مارس 1990 في مدينة كومبتون في كاليفورنيا، بدأ الغناء في سنة 2005، وأشتهر بأغنية Toot It and Boot It في سنة 2009 مع تاي دولا ساين وألتي وصلت للمركز ال67 في بيلبورد هوت 100. وقع بعدها عقد مع شركة تسجيلات ديف جام. في سنة 2013 غنى أغنية My Nigga مع كل من يونغ جيزي وريتشي هومي كوان وأغنية Left, Right مع موستارد وفي 2014 شارك بغناء أغنية Who Do You Love? مع دريك. أنتج ألبومه الأول بعنوان My Krazy Life (حياتي المجنونة)
في مارس 2014، وفي يونيو 2016 أنتج ألبومه الثاني بعنوان Still Brazy، في أغسطس 2018 أنتج ألبومه الثالث Stay Dangerous (لا زال خطراً)، وفي مايو 2019 أنتج ألبومه الرابع بعنوان 4Real 4Real (لأجل الحقيقة لأجل الحقيقة).

## روابط خارجية
- واي جي على موقع IMDb (الإنجليزية)
- واي جي على موقع ميوزك برينز (الإنجليزية)
- واي جي على موقع أول ميوزيك (الإنجليزية)
- واي جي على موقع ديسكوغز (الإنجليزية)
- واي جي على موقع قاعدة بيانات الفيلم (الإنجليزية)